# 宰廷布爾努
宰廷布爾努，或泽伊廷布尔努，是土耳其伊斯坦堡的39個區之一，位於博斯普魯斯海峽以西的歐洲部份，毗鄰法蒂赫。面積12.1平方公里，人口293,839人。

宰廷布爾努